# Renault Kadjar
El Renault Kadjar es un automóvil todocamino del segmento C, lanzado al mercado por el fabricante francés Renault en junio del año 2015. Se ubica por encima del Renault Captur y por debajo del Renault Koleos en la gama de todocaminos de Renault. Cuenta entre sus rivales al Citroën C5 Aircross, Ford Kuga, Kia Sportage, Honda CR-V, Hyundai Tucson, hermano Nissan Qashqai, Opel Grandland X, Peugeot 3008, SEAT Ateca, Toyota RAV4 y Volkswagen Tiguan.

El Kadjar utiliza la misma plataforma mecánica del Nissan Qashqai II, Nissan Pulsar, Renault Mégane IV, Renault Talisman y Renault Espace V. Se fabrica en la planta de Renault en Palencia (España) y en la planta de Dongfeng en Wuhan (China).

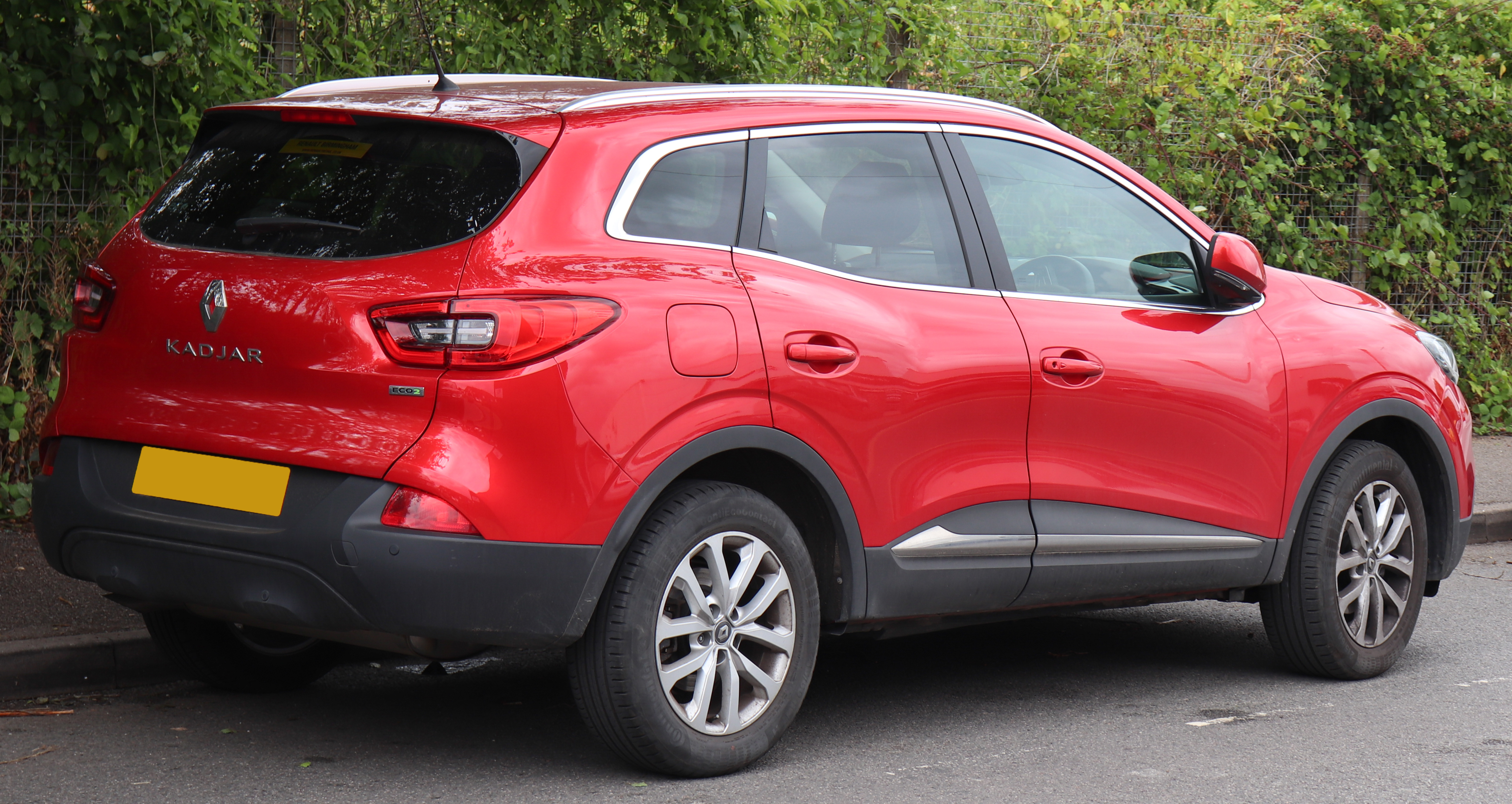
Renault Kadjar
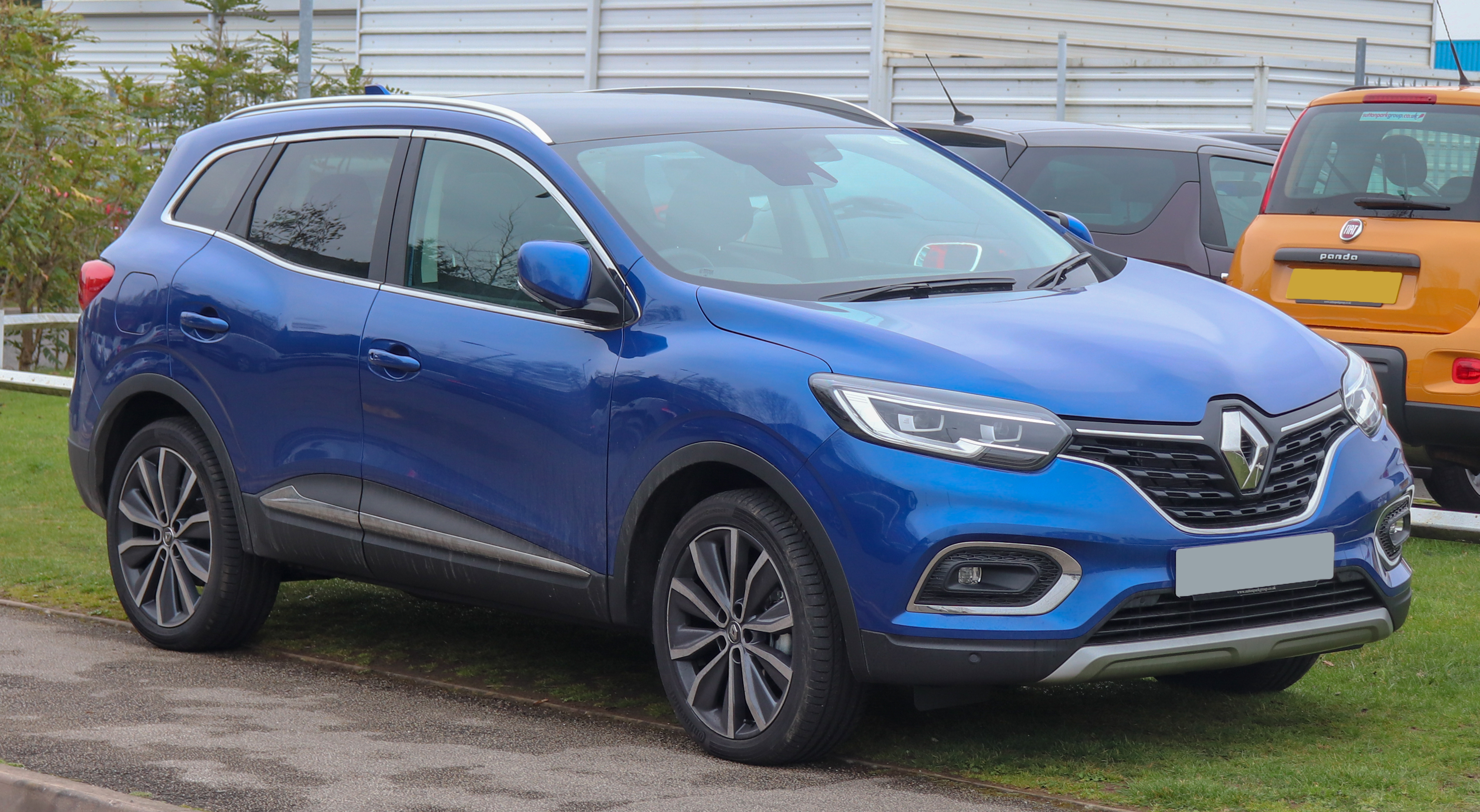
Renault Kadjar (estiramiento facial)
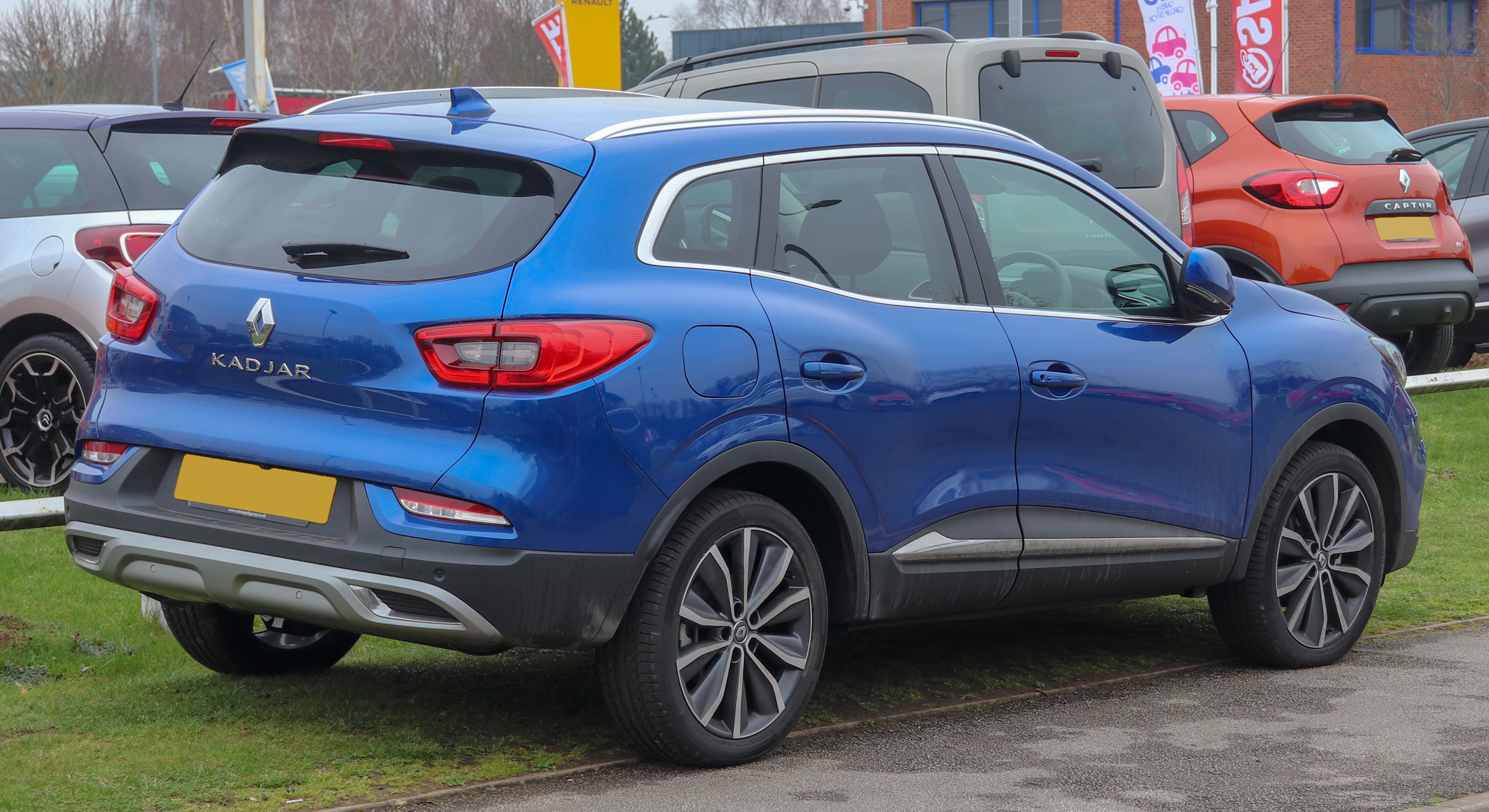
Renault Kadjar (estiramiento facial)

## Motorizaciones
|                                | 1.2 TCe                          | 1.5 dCi                                                                       | 1.6 dCi                                                                       |
| ------------------------------ | -------------------------------- | ----------------------------------------------------------------------------- | ----------------------------------------------------------------------------- |
| Periodo                        | 2015-presente                    | 2015-presente                                                                 | 2015-presente                                                                 |
| Tipo                           | L4 16v, inyección directa, turbo | L4 16v, inyección directa por common-rail, turbo, filtro antipartículas (FAP) | L4 16v, inyección directa por common-rail, turbo, filtro antipartículas (FAP) |
| Código                         | H5F                              | K9K                                                                           | R9M                                                                           |
| Diámetro × carrera             | 72,2 mm × 73,1 mm                | 76,0 mm × 80,5 mm                                                             | 80,0 mm × 79,5 mm                                                             |
| Cilindrada                     | 1197 cm³                         | 1461 cm³                                                                      | 1598 cm³                                                                      |
| Relación de compresión         | 10,0: 1                          | 16,0: 1                                                                       | 15,4: 1                                                                       |
| Potencia máxima; CV (kW) @ rpm | 131 CV (96 kW) @ 5500            | 110 CV (81 kW) @ 4000                                                         | 131 CV (96 kW) @ 4000                                                         |
| Par máximo: Nm @ rpm           | 205 Nm @ 2000                    | 260 Nm @ 1750                                                                 | 320 Nm @ 1750                                                                 |
| Tracción                       | Delantera                        | Delantera                                                                     | Delantera / Total                                                             |
| Transmisión                    | Manual 6 velocidades             | Manual / Automática 6 velocidades                                             | Manual 6 velocidades                                                          |
| Peso                           | 1381 kg                          | 1455 kg                                                                       | 1490 kg                                                                       |
| Aceleración 0–100 km/h         | 10,1 s                           | 11,9 s                                                                        | 9,9 s                                                                         |
| Velocidad máxima               | 192 km/h                         | 182 km/h                                                                      | 190 km/h                                                                      |
| Consumo combinado (L/100 km)   | 5,6                              | 3,8                                                                           | 4,5                                                                           |